# トヨタカローラ広島
トヨタカローラ広島株式会社（トヨタカローラひろしま）は、広島県広島市に本社を置く、トヨタカローラ店を展開するトヨタ系自動車ディーラーである。
資本的には卜部グループに属する。

## 沿革
- 1961年（昭和36年） - パブリカ広島株式会社として設立。
- 1965年（昭和40年） - 姉妹会社としてトヨタパブリカ広島株式会社を設立。
- 1966年（昭和41年） - トヨタパブリカ広島株式会社に社名変更。
- 1969年（昭和44年） - トヨタカローラ広島株式会社に社名変更。
- 1971年（昭和46年） - 株式会社トヨタレンタリース広島を設立。トヨタオート北九州株式会社（現・ネッツトヨタ北九州）をグループ企業とする。
- 1980年（昭和55年） - トヨタビスタ広島株式会社（現・ネッツトヨタ中国）を設立。
- 1998年（平成10年） - トヨタビスタ北九州株式会社（現・ネッツトヨタ北九州）をグループ企業とする。
- 2005年（平成17年） - レクサス広島西オープン。
- 2022年（令和4年）  - グループ企業のネッツトヨタ中国株式会社を統合し、ネッツトヨタ中国の全店舗がトヨタカローラ広島へ屋号を変更[1]。

## 広島県内の他のトヨタ車販売店
- 広島トヨタ自動車
- 広島トヨペット
- ネッツトヨタ広島